# Test the Best
Test the Best (posteriorment anomenat Test the Rest) és un mural pintat el 1990 per l'artista alemanya Birgit Kinder (Turíngia, 1962) a l'East Side Gallery, una galeria d'art a l'aire lliure situada sobre les restes del Mur de Berlín. L'obra té unes dimensions de 3,6x3,6 metres.
Aquesta obra va ser realitzada l'any 1990, després de la caiguda del Mur de Berlín, a l'East Side Gallery, un vestigi del mur que mesura al voltant d'1.3 km i serveix de suport a una exposició d'obres d'art a l'aire lliure que és, doncs, accessible a tothom. Aquesta galeria està formada per un centenar de pintures realitzades i signades per artistes del món sencer (118 artistes de 21 països). Les obres expressen l'eufòria i l'esperança que van emergir després de la caiguda del mur i commemoren, entre d'altres la pròpia caiguda del mur, la falta de llibertats, la vida a l'RDA, la separació dels berlinesos i la unitat retrobada, tot aportant un missatge pacífic.
En l'obra, l'autora va triar representar la caiguda del mur. El tema principal és el cotxe Trabant, el cotxe “del poble” i símbol de l'Alemanya de l'Est entre els anys 1957 i 1991, amb el qual els alemanys de l'est van guanyar els de l'oest durant l'estiu de 1989. És, doncs, un símbol de la llibertat que travessa el mur el 9 de novembre de 1989. El número de la matrícula del cotxe indica, justament aquesta data.
Tant bon punt rep la notícia de la caiguda del mur, Birgit Kinder té una convicció: «És l'hora d'una nova etapa per a mi. Totes les pàgines són blanques perquè les ompli». I és des del volant del seu trabant que la va començar, ja que va ser gràcies a aquesta obra, que va fer la volta al món, que la seva carrera artística es va enlairar. Birgit no ha deixat de pintar murals, malgrat que els temes que ara pinta són més clàssics.

## Títol de l'obra
Originalment l'obra duia per títol Test the Best (Proveu el millor), remetent-se a un eslògan d'una campanya de tabac Test the West (Proveu l'oest), proclamant doncs que el millor és l'oest. Passats 20 anys de la caiguda del mur, es va demanar als artistes autors dels murals de la galeria que els tornessin a pintar, ja que amb l'erosió i el vandalisme s'havien desgastat. Va ser llavors quan Birgit Kinder va modificar el títol per Test the Rest (Proveu el descans) per simbolitzar que, passats els anys, aquell era un episodi de la història que ja havia acabat.

## Galeria
- Imatge del mural l'any 1990
- Test the Rest, 2011
- Mural deteriorat pel vandalisme, 2015